# 演覚
演覚（えんかく、1956年4月 - ）は、中華人民共和国の禅僧。現職は中国仏教協会会長。

## 略歴
1956年4月の甘粛省甘谷県に生まれる。1982年、26歳で常慧の弟子となり戒名を演覚と改める。その後香積寺、広済寺に学ぶも。1990年8月、上海市の龍華寺で具足戒を受ける。2004年6月、中国仏教図書館副館長に当選。2006年11月、北京広済寺の住持に就任。2018年8月、中国仏教協会代理会長に任命される。2020年12月、中国仏教協会第10期全国代表大会会議で2日、会長代行の演覚が会長に選出された。